# أمازيغية بني سنوس
أمازيغية بني سنوس هي مجموعة لهجات أمازيغية يُتَحَدَّثُ بها في بعض المناطق بولاية تلمسان في الجزائر. تصنف لهجة بني سنوس ضمن الزناتية الجزائرية الغربية أحدى اللغات الزناتية، بحيث لم يكن لدى بني سنوس أي مشكلة في التحدث مع جيرانهم الناطقين بلهجات أمازيغية أخرى بني بو سعيد وغرب الجزائر عامة، ويمكنهم التواصل كذلك مع أشخاص من فجيج، بنو يزناسن، وباقي القبائل الناطقة بالزناتية في شرق المغرب.
في أوائل القرن العشرين، كان أمازيغية بني سنوس منتشرة في قرى الكاف، تغاليمت، بوحلو، آيت العربي ، آيت عشير، وأزداز، ومزار. وكان جميع المتحدثين بها يتحثون اللغة العربية كذلك. اليوم، لا يزال عدد قليل من كبار السن في المنطقة يتحدثون الأمازيغية. بحيث تحولت معظم قبائل المنطقة إلى اللغة العربية، واحتفظوا ببضع كلمات فقط من لغة أجدادهم.